# Historia de Bruselas
La historia de Bruselas se extiende desde el origen de la ciudad en el río Senne (Zenne) poco antes del año 1000, pasando por su período de esplendor bajo el emperador Carlos V (keizer Karel V) y la expansión explosiva fuera de las murallas en el siglo XIX, hasta la intensa francofonización (verfransing) que la transformó en la metrópoli multicultural de más de un millón de habitantes que es en el siglo XXI. Bruselas fue sucesivamente la capital del ducado de Brabante (hertogdom Brabant), de las Diecisiete Provincias (Zeventien Provinciën), de los Países Bajos Meridionales (Zuidelijke Nederlanden), del Reino Unido de los Países Bajos (Verenigd Koninkrijk der Nederlanden), de Bélgica (België), de la Comunidad Flamenca (Vlaamse Gemeenschap) y la Comunidad Francesa (Franse Gemeenschap), y finalmente también de la Unión Europea (Europese Unie).

## Historia temprana
Los vestigios más antiguos de la región de Bruselas se remontan al Neolítico, con huellas de actividad humana descubiertas en el bosque de Soignes (Zoniënwoud). Estos primeros habitantes eligieron las tierras más alejadas del pantanoso valle del río Senne (Zenne) para sus asentamientos.
Durante la Edad de Bronce y la Edad de Hierro, la región experimentó una expansión agrícola en áreas deforestadas, con las primeras comunidades agrícolas estableciéndose en las zonas más secas.
En los siglos I y II d. C., en plena ocupación romana, se erigieron villas en ambas orillas del río Senne. Estas estructuras rurales fueron el núcleo de una vida agrícola más organizada, complementada por la construcción de dos túmulos funerarios, símbolos de la importancia de la zona en ese momento.
En los siglos VI y VII, bajo los merovingios, surgieron pequeñas aldeas agrícolas en las colinas cercanas al río Senne, reflejando una estructura comunitaria basada en la agricultura y la ganadería. Este periodo fue crucial para la formación de las primeras comunidades que comenzarían a consolidarse más adelante.
Hacia el año 1000, Bruselas comenzó a evolucionar hacia un centro urbano a medida que varias aldeas a lo largo del río Senne se unieron, atrayendo a comerciantes y artesanos. Este núcleo urbano inicial, conocido como "portus", se benefició de la actividad agrícola y de su ubicación en una importante ruta comercial.
La ciudad fue parte de una ola de urbanización que floreció en el noroeste de Europa. Su desarrollo se debió a la intensificación de las actividades agrícolas y la creciente importancia del comercio, que conectaba a Bruselas con ciudades como Brujas (Brugge) y Colonia (Keulen).
Bruselas formó parte de la segunda ola de urbanización medieval que se expandió por Europa Occidental en los siglos X y XI. La ciudad se encontraba estratégicamente en una importante ruta comercial este-oeste. Alrededor de 1015, el nombre "Bruselas" fue registrado por primera vez en documentos como Brosella. En la lengua local, se la conocía como Bruocsella, lo que significa “casa en el pantano”.
Bruselas pertenecía al pagus de Brabante (Brabantgouw), bajo la diócesis de Cambrai (bisdom Kamerijk). A finales del siglo X, el condado pasó a manos de los condes de Lovaina (graven van Leuven), quienes construyeron un castillo en Koudenberg, lo que consolidó su poder en la región. El castillo desempeñó un papel crucial como centro de poder, y su administración fue confiada al vizconde de Bruselas (burggraaf van Brussel).
En el siglo XI, el conde Lamberto II Balderik fundó el capítulo de Santa Gúdula (Sint-Goedelekapittel), estableciendo el núcleo religioso de la ciudad. La sede del capítulo fue la iglesia de San Miguel (Sint-Michielskerk), en la colina de Treurenberg, lo que marcó un importante desarrollo en la consolidación religiosa y administrativa de Bruselas.
Con el paso del tiempo, Bruselas se consolidó como un importante centro comercial, gracias a su ubicación estratégica en rutas comerciales y al crecimiento de su población. A principios del siglo XII, comenzó a construir su primera muralla, marcando su expansión y la creciente necesidad de protección.

## Edad Media
Durante la Edad Media, Bruselas se convirtió en un importante centro comercial gracias a su ubicación estratégica a lo largo del río Senne, navegable hasta las puertas de la ciudad. A lo largo de los siglos XI y XII emergió como un nodo clave en la ruta comercial entre Brujas (Brugge) y Colonia (Keulen).
Desde el siglo XI, Bruselas estuvo bajo el control de los duques de Brabante (graven van Brabant), quienes construyeron el primer castillo en la colina de Koudenberg en el siglo XII. Esta fortaleza fue clave para la defensa de la ciudad y para consolidar el poder de los condes en la región. A finales del siglo XIII, el ducado de Brabante se había convertido en uno de los más poderosos de Europa, controlando ciudades como Lovaina (Leuven), Amberes (Antwerpen) y Breda, extendiéndose hasta los ríos principales.
En el siglo XIII, Bruselas construyó su primera muralla de piedra. Esta estructura, de aproximadamente cuatro kilómetros de largo, protegía la ciudad y su creciente comercio, además de incluir importantes edificios como el castillo de Koudenberg y la Iglesia de San Miguel (Sint-Michielskerk). Durante este tiempo, el duque Juan I de Brabante decretó que el neerlandés (diets) reemplazaría al latín en los documentos oficiales, consolidando el uso de la lengua local.
El poder de la ciudad recaía en siete jueces laicos de familias patricias, como los Coudenberge y Serroelofs. Sin embargo, en 1303, la pequeña burguesía y los gremios obtuvieron brevemente el derecho a participar en la administración de la ciudad. En 1306, los patricios y el duque lograron revertir esta situación al derrotar a los gremios en la batalla de Vilvoorde.
En 1356, el conde de Flandes, Luis de Male, ocupó Bruselas y reemplazó el neerlandés por el francés como idioma oficial. Sin embargo, el 24 de octubre de ese mismo año, un grupo de bruselenses, liderado por Everard t'Serclaes, recuperó la ciudad y restableció el neerlandés (diets) como idioma oficial.
En el siglo XV, Bruselas creció bajo el dominio de los duques de Borgoña (hertogen van Bourgondië). En 1420, se completó la construcción del Ayuntamiento (Stadhuis) en la Plaza Mayor (Grote Markt), símbolo del creciente poder económico de la ciudad. Durante este periodo, Bruselas también construyó una segunda muralla, expandiendo significativamente su territorio.
Durante la Edad Media, la industria textil fue fundamental en la economía de Bruselas, especialmente la producción de tapices que se exportaban a ciudades como París y Venecia. La ciudad también contaba con poderosos gremios, organizados en las Nueve Naciones de Bruselas (Negen Naties van Brussel), que desde 1421 comenzaron a compartir el poder con las familias patricias en el gobierno de la ciudad.
En 1430, Bruselas se integró al Ducado de Borgoña (hertogdom Bourgondië) bajo el gobierno de Felipe el Bueno (Filips de Goede). Este transformó la ciudad en su capital administrativa, expandiendo el castillo de Koudenberg y construyendo la Aula Magna, consolidando a Bruselas como un centro de poder.

## Edad Moderna
Durante la Edad Moderna, Bruselas se consolidó como una ciudad de gran importancia política y administrativa, especialmente bajo el dominio de la dinastía de los Habsburgo.
Carlos de Habsburgo (Karel van Habsburg), nacido en Gante (Gent), trasladó a Bruselas el centro de poder del Brabante Flamenco (Vlaams-Brabant), y los consejos de gobierno (regeringsraden) comenzaron a reunirse allí. Esto atrajo a numerosos inmigrantes, lo que llevó a que la ciudad superara en importancia a otras grandes urbes de la región, como Lovaina (Leuven), Amberes (Antwerpen) y Malinas (Mechelen).
Desde el comienzo de su reinado, Carlos V emprendió una dura persecución contra los protestantes en los Países Bajos (Nederlanden). El 1 de julio de 1523, los monjes agustinos Henricus Vos y Johannes van den Esschen fueron ejecutados en Bruselas, convirtiéndose en los primeros protestantes martirizados tras la difusión de las tesis de Lutero en Wittenberg.
En 1556, se llevó a cabo una de las ceremonias más importantes de la historia de Bruselas: la abdicación de Carlos V en el Aula Magna del Palacio de Coudenberg (Koudenbergpaleis). En este acto, el emperador dejó el poder a su hijo, Felipe II (Filips II), quien heredó los territorios de los Países Bajos, España y el Nuevo Mundo.
Durante el reinado de Felipe II, la Inquisición española (Spaanse Inquisitie) intensificó su represión en los Países Bajos, lo que provocó el descontento de los nobles y de la población. En 1566, unos doscientos nobles marcharon ante el palacio de Margarita de Parma (Margaretha van Parma) en Bruselas para exigir el fin de la Inquisición. Aunque Felipe II aceptó la petición temporalmente, lo hizo solo bajo presión, ya que sus tropas estaban comprometidas en la guerra contra los turcos en el Mediterráneo.
Durante un breve periodo, Bruselas fue una ciudad calvinista, integrándose en la Unión de Utrecht (Unie van Utrecht), una alianza de provincias rebeldes contra España. Sin embargo, en 1585, la ciudad capituló ante las tropas de Alejandro Farnesio, Duque de Parma (Alexander Farnese, Hertog van Parma), devolviendo a Bruselas bajo el control español y el catolicismo.

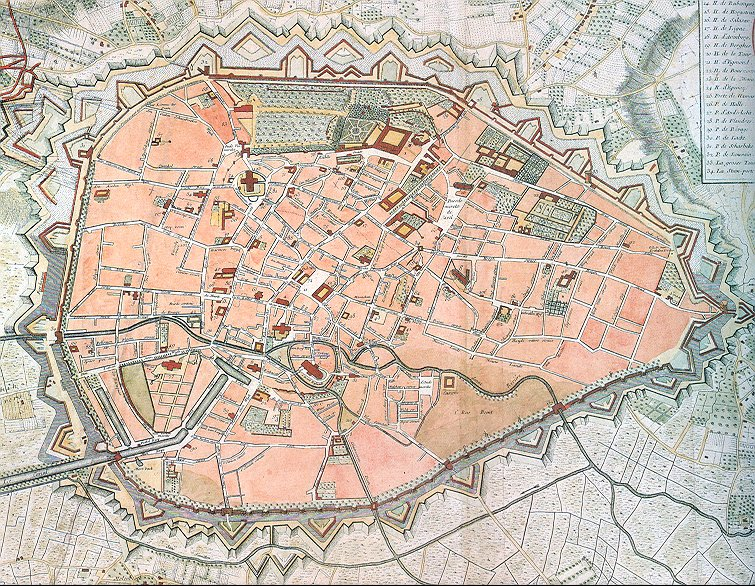
Bruselas hacia 1745

El 13 de agosto de 1695, durante la guerra de la Liga de Augsburgo (Liga van Augsburg), las tropas francesas del mariscal Villeroy, al servicio de Luis XIV (Lodewijk XIV), bombardearon Bruselas desde Scheut, en Anderlecht. El ataque fue devastador: destruyó gran parte de la ciudad, incluyendo casi toda la Plaza Mayor (Grote Markt), salvo el Ayuntamiento (Stadhuis). Entre 3830 y 5000 edificios fueron afectados, lo que representaba un tercio de la superficie de la ciudad. Este acto de terror generó protestas de otros gobiernos europeos contra Francia.
A pesar de la devastación, Bruselas fue reconstruida rápidamente. La Plaza Mayor se convirtió en el símbolo de la resiliencia de la ciudad, restaurando sus edificios y manteniendo su papel central en la vida económica y política de Bruselas.

### SigloXVIII
Tras la muerte de Carlos II de España (Karel II van Spanje) en 1700, se desató la guerra de sucesión española (Spaanse Successieoorlog). Bruselas estuvo directamente afectada cuando los ejércitos aliados, tras vencer a los franceses en la batalla de Ramillies en 1706, entraron en la ciudad. Los Tratados de Utrecht de 1713 (Vrede van Utrecht) pusieron fin a la guerra y otorgaron los Países Bajos Españoles (Spaanse Nederlanden) al emperador Carlos VI (keizer Karel VI), quedando Bruselas bajo control de la monarquía de los Habsburgo (Habsburgse monarchie) como parte de los Países Bajos Austríacos (Oostenrijkse Nederlanden).
Los Países Bajos Austríacos sufrieron las consecuencias económicas de la guerra. En 1716, el gobierno de Bruselas impuso nuevos impuestos y cuestionó los privilegios de las ciudades, lo que provocó disturbios en Gante (Gent), Amberes (Antwerpen), Malinas (Mechelen) y Bruselas en 1717. El líder de los gremios, Frans Anneessens, se opuso al gobierno imperial y fue ejecutado cuando las tropas imperiales reprimieron las revueltas.
En 1731, el Palacio de Coudenberg (Koudenbergpaleis), una de las principales residencias reales de Bruselas, fue destruido por un incendio. Este incidente obligó a la corte a trasladarse temporalmente al Palacio de Nassau (Paleis van Nassau). Después, el palacio no fue reconstruido y parte de sus restos fueron demolidos.
En 1740, tras la muerte de Carlos VI, su hija María Teresa (Maria Theresia) asumió el control de los Países Bajos Austríacos. Durante la guerra de sucesión austriaca (Oostenrijkse Successieoorlog), las tropas francesas ocuparon Bruselas en 1746 sin resistencia. Sin embargo, la Paz de Aquisgrán (Vrede van Aken) en 1748 devolvió la ciudad al control de María Teresa. Bajo su reinado, Bruselas experimentó una época de relativa estabilidad y crecimiento urbano, con la creación de nuevas plazas como el Koningsplein (Plaza Real) y el Warandepark (Parque de Bruselas).
El emperador José II (Jozef II), sucesor de María Teresa en 1780, implementó reformas radicales, buscando modernizar la administración y centralizar el poder en los Países Bajos Austríacos. Estas medidas, incluyendo el cierre de conventos y la reorganización administrativa, causaron gran descontento entre la nobleza y la población local. En 1789, estalló la Revolución Brabanzona (Brabantse Omwenteling), liderada por Hendrik van der Noot, en la que Bruselas y otras regiones se rebelaron contra las políticas del emperador. El 18 de diciembre de 1789, las fuerzas rebeldes entraron en Bruselas, declarando la independencia como parte de los Estados Unidos de Bélgica (Verenigde Nederlandse Staten).
En 1792, durante las guerras revolucionarias francesas, las tropas francesas invadieron los Países Bajos Austríacos. Aunque los austriacos recuperaron temporalmente el control tras la batalla de Neerwinden (Slag bij Neerwinden) en 1793, las fuerzas francesas volvieron a ocupar Bruselas en 1794 tras la batalla de Fleurus (Slag bij Fleurus). Con la anexión de los Países Bajos Austríacos por la República Francesa en 1795, Bruselas fue degradada a capital del Departamento de la Dyle (Dijledepartement).

Escudo de la ciudad (tiempos napoleónicos)

Durante el periodo napoleónico, se introdujeron en Bruselas reformas revolucionarias, como la abolición de los gremios y la introducción del francés como idioma oficial. También se fundaron nuevas instituciones educativas y culturales, como la Académie de Bruxelles y un museo público de arte. La dominación francesa llegó a su fin en 1815 con la derrota de Napoleón en la batalla de Waterloo (Slag bij Waterloo), marcando el inicio de una nueva etapa para Bruselas bajo el control del Reino Unido de los Países Bajos (Verenigd Koninkrijk der Nederlanden).

## Edad Contemporánea

### SigloXIX
El siglo XIX fue un periodo de grandes cambios políticos, sociales y económicos en Bruselas, desde la incorporación al Reino Unido de los Países Bajos (Verenigd Koninkrijk der Nederlanden) hasta la independencia de Bélgica y la modernización de la ciudad bajo el reinado de Leopoldo I (Leopold I) y Leopoldo II (Leopold II).
En el Congreso de Viena (Congres van Wenen) en 1815, las potencias decidieron que los Países Bajos del Sur (Zuidelijke Nederlanden), incluida Bruselas, formarían parte del nuevo Reino Unido de los Países Bajos (Verenigd Koninkrijk der Nederlanden) bajo el rey Guillermo I (Willem I). Bruselas y La Haya (Den Haag) compartieron el rol de capital. En 1820, se inició la remodelación de dos residencias oficiales para convertirlas en el Palacio Real de Bruselas (Koninklijk Paleis van Brussel), y en el mismo año, tras el incendio del Palacio de los Estados Generales (Paleis van de Staten-Generaal), se construyó el Palacio de la Nación (Paleis der Natie), que hoy alberga el parlamento belga.
El rey Guillermo I trató de imponer el neerlandés como idioma oficial en Flandes (Vlaanderen), lo que generó una fuerte resistencia entre los católicos y liberales. Esta oposición culminó en la Unión de la oposición católica y liberal (Unie van katholieke en liberale oppositie) en 1828, una alianza que no buscaba inicialmente la independencia, pero que eventualmente conduciría a la Revolución Belga (Belgische Revolutie).
El 25 de agosto de 1830, influenciada por la Revolución de Julio en Francia, durante la realización de la opera Masaniello, ou La Muette de Portici en el Teatro Real de la Moneda, el público se exaltó al escuchar la aria donde se llamaba al levantamiento contra los ocupantes. Parte de la burguesía veía a las tropas de los Países Bajos como tales ocupantes. El público salió de la ópera a ocupar edificios públicos, estallaron disturbios en Bruselas que llevaron a la Revolución Belga. Tras días de enfrentamientos, la ciudad quedó bajo control de los rebeldes, y el 4 de octubre de 1830, el gobierno provisional proclamó la independencia de Bélgica (onafhankelijkheid van België).
El 21 de julio de 1831, Leopoldo I (Leopold I) fue coronado como el primer Rey de los Belgas (Koning der Belgen). Este nuevo estado provocó una aceleración en el crecimiento y la modernización de Bruselas. En ese momento, la lengua principal en Bruselas era una variante del neerlandés, pero tras la independencia, la ciudad experimentó una gran inmigración de franceses y valones, lo que inició un proceso de francofonización (verfransing) de la administración y la vida pública.
Durante el siglo XIX, Bruselas también experimentó una rápida industrialización (industrialisatie). En 1832, se abrió el Canal de Bruselas-Charleroi (Kanaal Brussel-Charleroi), y en 1835, se inauguró la primera línea de ferrocarril del continente europeo entre Bruselas y Malinas (Mechelen). La ciudad también se expandió territorialmente con la anexión de nuevos barrios como Leopoldwijk y la construcción de grandes infraestructuras como el Nordstation en 1844.
Durante el reinado de Leopoldo II (Leopold II), conocido como el "rey arquitecto" (koning-architect), Bruselas fue transformada con grandes proyectos urbanísticos. Se construyeron importantes edificios y se trazaron amplias avenidas como la Avenida de Tervuren (Tervurenlaan) y la Avenida Anspach (Anspachlaan). También se cubrió el río Senne, que había sido una fuente de enfermedades debido a su contaminación. Bajo su reinado, se construyeron monumentos emblemáticos como el Palacio de Justicia (Justitiepaleis) y se creó el Parque del Cincuentenario (Jubelpark) para conmemorar los 50 años de la independencia belga.
Durante el siglo XIX, Bruselas experimentó una creciente francización (verfransing) debido a la llegada de funcionarios valones y franceses y a las políticas del nuevo estado belga, que favorecía el uso del francés en la administración y la vida pública. Esta tendencia no alcanzó su punto máximo hasta mediados del siglo XX, cuando los francófonos se convirtieron en mayoría en la ciudad. La expansión urbana también implicó la anexión gradual de municipios circundantes, en la medida en que la francización y la urbanización avanzaban.

### SigloXX
Durante el siglo XX, Bruselas experimentó importantes cambios políticos, sociales y urbanísticos, consolidándose como una ciudad internacional y bilingüe, con grandes eventos como ferias mundiales y un importante papel durante las dos guerras mundiales.
A lo largo de gran parte del siglo XX, la población de Bruselas era mayoritariamente hablante de neerlandés, aunque hasta 1921, el francés fue el único idioma oficial de la administración. Sin embargo, en 1921, Bélgica fue formalmente dividida en tres regiones lingüísticas (taalgebieden): Flandes (Vlaanderen), donde se habla neerlandés; Valonia (Wallonië), donde se habla francés; y la Bruselas bilingüe (tweetalig Brussel).
Bruselas fue sede de varios eventos internacionales importantes, como la Conferencia Solvay (Solvay Conferentie) de 1927, que reunió a grandes científicos, incluido Albert Einstein. Además, la ciudad albergó dos ferias mundiales: la Expo'35 y la Expo'58, que consolidaron su importancia como centro de eventos globales.
Durante la Primera Guerra Mundial (Eerste Wereldoorlog), Bruselas fue ocupada por las tropas alemanas, aunque la ciudad no sufrió grandes daños. Sin embargo, la Segunda Guerra Mundial (Tweede Wereldoorlog) fue más destructiva. Bruselas fue ocupada nuevamente el 17 de mayo de 1940 por el ejército nazi, y durante la ocupación se impusieron leyes antijudías (anti-Joodse wetten). La persecución de los judíos (Jodenvervolging) fue menos intensa que en otras partes de Europa, pero miles de judíos fueron deportados.
La liberación de Bruselas (Bevrijding van Brussel) se produjo el 3 de septiembre de 1944 por las tropas británicas bajo el mando del general Sir Miles Dempsey. Justo antes de la liberación, las tropas alemanas incendiaron el Palacio de Justicia (Justitiepaleis).
Después de la guerra, Bruselas fue modernizada con importantes obras como la conexión norte-sur (Noord-Zuidverbinding) entre las principales estaciones de tren, que se completó en 1952, y el sistema de metro, cuya primera línea se inauguró en 1976. No obstante, este rápido desarrollo llevó a la Bruselización (verbrusseling), un fenómeno de urbanización descontrolada donde muchas joyas arquitectónicas fueron destruidas para dar paso a modernos edificios que no siempre encajaban con el entorno histórico.
Desde los años 60, Bruselas se convirtió de facto en la capital de la futura Unión Europea, atrayendo numerosas instituciones internacionales y consolidándose como un centro político clave en Europa. Esto implicó la construcción de modernos edificios administrativos, muchos de los cuales fueron objeto de críticas debido a su impacto en el paisaje urbano histórico.
El 18 de junio de 1989, tras una reforma constitucional en 1988, se creó la Región de Bruselas-Capital (Brussels Hoofdstedelijk Gewest), una de las tres regiones federales (federale gewesten) de Bélgica, junto con Flandes y Valonia. Bruselas tiene un estatus bilingüe y es la sede de su propio Parlamento y gobierno regional (Brussels Parlement en Brusselse regering).
A partir de los años 60 y 70, Bruselas experimentó un aumento en la inmigración, especialmente de trabajadores migrantes de Europa del Sur, Marruecos y Turquía. Durante los años 80 y 90, continuó esta tendencia con la reunificación familiar y la llegada de inmigrantes de Europa Central, particularmente de Polonia. La ciudad también atrajo a muchos ciudadanos de la Unión Europea debido a su función como capital de Europa.

### SigloXXI
En el año 2000, Bruselas fue oficialmente designada como la "Capital de Europa", reconociendo su papel como sede de la Unión Europea y otras instituciones internacionales. Ese mismo año, la ciudad también fue declarada Capital Europea de la Cultura (Culturele Hoofdstad van Europa), celebrando su rica diversidad y patrimonio cultural.
En 2009, se completó la conexión de la línea circular del metro (metroring), lo que permitió una reorganización y reestructuración del sistema de metro de la ciudad, mejorando el transporte público. Además, en 2015, se inauguró la Red de Expresos Regionales de Bruselas (Gewestelijk Expresnet) alrededor de Bruselas, aunque la finalización completa del sistema S-net está prevista para 2025.
Bruselas fue sacudida por atentados terroristas el 22 de marzo de 2016, cuando dos ataques casi simultáneos ocurrieron en la aeropuerto de Zaventem (luchthaven van Zaventem) y la estación de metro Maalbeek (Maalbeekstation). Estos ataques dejaron un saldo de 32 muertos y aproximadamente 200 heridos.
Un año más tarde, el 20 de junio de 2017, se produjo otro intento de ataque terrorista en la Estación Central de Bruselas (Station Brussel-Centraal). Un terrorista intentó detonar una bomba de clavos, pero el dispositivo falló y solo causó una pequeña explosión. El atacante fue abatido por la policía antes de causar mayores daños.